# Full-Reuenthal
Full-Reuenthal é uma comuna da Suíça, situada no distrito de Zurzach, no cantão de Argóvia. Tem 4,82 km² de área e sua população em 2018 foi estimada em 888 habitantes.